# Andrzej Gawroński (pułkownik)
Andrzej Gawroński (ur. 24 listopada 1793 w Lutosławice, zm. 17 listopada 1864 w Paryżu) – żołnierz wojsk Księstwa Warszawskiego, oficer Królestwa Polskiego, członek sprzysiężenia Piotra Wysockiego, emigrant.

## Życiorys
Urodził się w rodzinie Józefa Rawy-Gawrońskiego z Gawron h. Rawicz i jego żony Apolonii z d. Sędzimir w Lutosławicach. W źródłach podawane są dwie daty jego urodzin: 24 listopada 1793 oraz 30 listopada 1796. W 1809 został żołnierzem Batalionu Saperów. Brał udział w wojnie z Austrią i walczył w bitwach pod Raszynem, Pragą i Górą Kalwarią. Następnie uczestniczył w kampanii 1812 i walczył pod Mohylewem, Borysowem oraz w bitwie nad Berezyną. W kampanii saskiej uczestniczył w oblężeniu Drezna.
W 1814 powrócił do kraju i służył w batalionie saperów od 1818 zajmował stanowisko kasjera. Był członkiem loży wolnomularskiej.
Należał do jednych z organizatorów konspiracji przedpowstaniowej oraz był członkiem sprzysiężenia Wysockiego. Aktywnie uczestniczył w wypadkach Nocy listopadowej i ostatecznie przeszedł do Galicji gdzie był internowany przez Austriaków.

## Awanse
- saper 1 klasy - 1810,
- wrzesień 1811 - kapral,
- luty 1812 - sierżant,
- styczeń 1813 - st. sierżant,
- podporucznik w 1815,
- kapitan 2 klasy 1821,
- kapitan 1 klasy 1824,
- luty 1831 - major,
- czerwiec 1831 - podpułkownik,
- wrzesień 1831 - pułkownik.

W lutym 1832 udał się na emigrację do Francji. Przebywał w Awinionie i Lyonie a następnie w Paryżu. W marcu 1846 przystąpił do aktu powstania krakowskiego.
W styczniu 1863 przystąpił do Instytucji "Czci i Chleba".
Zmarł 17 listopada 1864 Paryżu i pochowany został na cmentarzu Montmartre.